# Lisa the Simpson
"Lisa the Simpson" är avsnittet 17 från säsong nio av Simpsons. Avsnittet sändes 8 mars 1998 och skrevs av Ned Goldreyer och regisserades av Susie Dietter. Avsnittet var det sista med Bill Oakley och Josh Weinstein som show runner. I avsnittet tror Lisa Simpson att hon kommer tappa sin intelligens på grund av Simpson-genen och så placerar Jasper Beardley sig i frysen på Kwik-E-Mart för att bli upptinad i framtiden.

## Handling
Under lunchrasten misslyckas Lisa lösa en uppgift som finns på lunchlådan. Efter att Lisa misslyckats med uppgiften kan hon inte utföra några vanliga sysslor, såsom att komma ihåg kombinationen till sitt skåp, spela saxofon och glömma att slutföra sin läxa. Efter skoldagen berättar hon för farfar och Marge om sitt problem: allt hon gör blir fel. Farfar berättar då för henne om "Simpsongenen", som gör att alla medlemmar i familjen Simpson successivt förlorar sin intelligens när de blir äldre. För att bevisa det visar han ett foto av Homer när han var ung för Lisa, när Homer var stavningsmästare, och därefter visar han Barts gamla betygskort, och det visar sig att han också hade goda betyg när han var yngre. Lisa inser då vad som håller på att hända med henne: hon håller på att bli dum.
Jasper besöker samtidigt Kwik-E-Mart och tömmer där frysen på glass för att kunna placera sig i den och frysa ner sig och att kunna bli upptinad i framtiden. Apu börjar dra fördel av situationen genom att börja ta betalt för att låta kunderna titta på honom och andra sevärdheter som han placerar i butiken, och byter namn på butiken till "Freak-E-Mart". Efter att någon ökat värmen i frysen tinas Jasper upp och han tror att han hamnat i framtiden och lämnar butiken. Apu gör då om butiken till en strippklubb under namnet Nude-E-Mart.
Efter att Lisa sett Bart och Homer titta på TV och äta godis som de hade gömt under soffkuddarna, får Lisa en bild över sin framtid som innehåller att hon är gift med Ralph Wiggum, är överviktig och har många barn. Detta skrämmer Lisa, så att hon går till stadens TV-studio för att där i nyheterna berätta om hur man ska ta vara på sin hjärna, eftersom det är ens bästa vän. TV-sändningen ses av familjen Simpson och Homer beslutar sig då för att visa Lisa att Simpsongenen inte finns, och kontaktar alla medlemmar i familjen Simpson för att bevisa för henne att de inte är dumma. När Lisa träffar dem visar det sig att alla männen i familjen Simpson är dumma. Homer inser då sanningen och skickar hem släktingarna.
Marge ber då Homer tala med någon kvinna. Homer tar tag i den första kvinnan han ser; som visar sig vara en doktor. Lisa upptäcker snart att alla kvinnorna i familjen är smarta. Doktorn berättar då för Lisa att Simpsongenen inte påverkar kvinnorna. Lisa blir då glad över att hon är en kvinna och inte kommer att drabbas av Simpsongenen. Bart inser då att han alltid kommer att vara en förlorare, men bestämmer sig för att inte bry sig om det. Lisa sitter sen i sitt rum och lyckas äntligen lösa uppgiften på matlådan från början av avsnittet och jublar då som Homer.

## Produktion
Avsnittet var det sista som hade Bill Oakley och Josh Weinstein som show runners. Avsnittet skrevs av Ned Goldreyer och regisserades av Susie Dietter. Eftersom det var Oakley och Weinsteins sista avsnitt vill de avsluta sitt arbete av serien med ett avsnitt som innehåller humor, djup och känslor. Goldreyer ville att avsnittet skulle kallas "Suddenly Stupid", som en hänvisning till Suddenly Susan. Men Oakley och Goldreyer ville ha Lisa the Simpson och fick igenom sitt förslag.
Rösterna för de manliga medlemmarna i familjen Simpson görs i avsnittet av Dan Castellaneta i avsnittet. Inspelningen av dessa tog runt 20 minuter, eftersom Dan gjorde så många olika versioner av medlemmarna. Alla dessa figurer liknar rösten som han gör till Homer.

## Mottagande
Avsnittet hamnade på plats 19 över det mesta sedda programmet under veckan med en Nielsen rating på 10.7, vilket ger 10,4 miljoner hushåll. Todd Gilchrist på IGN anser att avsnittet är den bästa från säsongen, och i I Can't Believe It's a Bigger and Better Updated Unofficial Simpsons Guide skriver Warren Martyn och Adrian Wood, att avsnittet är fantastiskt och har en bra mix av patetiska och roliga inslag som gör så att avsnittet visar en spännande titt på Lisas liv.